# Kysak
Kysak (bis 1927 slowakisch auch „Kysag“; ungarisch Sároskőszeg – bis 1902 Kőszeg, hist. dt. Kesseck) ist eine Gemeinde in der Ostslowakei mit 1418 Einwohnern (Stand 31. Dezember 2024). Sie liegt am Gebirge Čierna hora im Tal des Hornád, etwa 16 Kilometer von Košice und 18 Kilometer von Prešov entfernt.

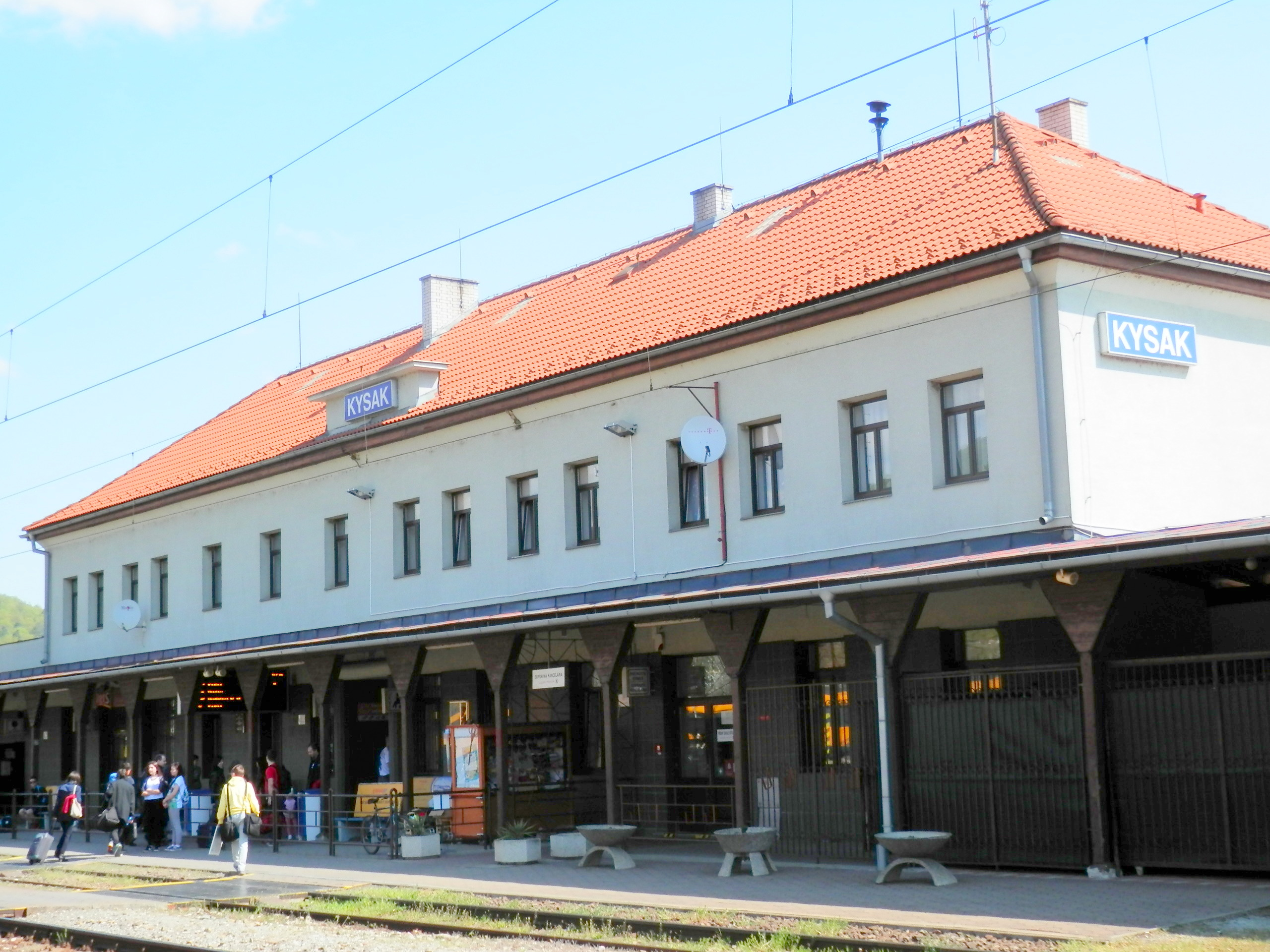
Bahnhof von Kysak

Der Ort wurde 1269 zum ersten Mal erwähnt. 
Auf dem Gemeindegebiet kämpften im September 1944 Partisanen gegen die deutsche Wehrmacht. Am 20. Dezember 1944 wurde der Bahnhof bombardiert und vier Tage später dem Erdboden gleichgemacht. Während der Kampfhandlungen wurden 70 % der Gebäude des Dorfes zerstört.
Heute ist der Ort wieder ein bedeutender Eisenbahnknoten: Die zweigleisige Hauptbahn Žilina–Košice trifft die Strecke nach Prešov und Polen (siehe Bahnhof Kysak).

## Bevölkerung
| Jahr                | 1994 | 2004    | 2014    | 2024    |
| ------------------- | ---- | ------- | ------- | ------- |
| Anzahl der Personen | 1334 | 1395    | 1440    | 1418    |
| Unterschied         |      | +4,57 % | +3,22 % | −1,52 % |

| Jahr                | 2023 | 2024    |
| ------------------- | ---- | ------- |
| Anzahl der Personen | 1428 | 1418    |
| Unterschied         |      | −0,70 % |